# Unione economica eurasiatica
L'Unione economica eurasiatica (UEE) è un'unione economica tra Bielorussia, Kazakistan, Russia, Armenia (a partire da ottobre 2014) e Kirghizistan (a partire da dicembre 2014).
L'idea, ispirata all'integrazione tra i Paesi dell'Unione europea, è stata annunciata nell'ottobre 2011 dall'allora primo ministro russo Vladimir Putin, che riprese una proposta lanciata originariamente dal presidente kazako Nursultan Nazarbaev nel 1994.
Il 18 novembre 2011 i presidenti di Bielorussia, Kazakistan e Russia hanno firmato un accordo che stabilisce l'obiettivo di fondare l'Unione economica eurasiatica entro il 2015. L'accordo include piani per la futura integrazione e la creazione di una Commissione economica eurasiatica (modellata sulla base della Commissione europea) e di uno Spazio economico eurasiatico (modellata sulla base dello Spazio economico europeo), entrati in vigore il 1º gennaio 2012.

## Stati membri
L'Unione eurasiatica comprenderebbe alcuni degli stati che in passato costituivano l'Unione Sovietica: Russia, Bielorussia, Kazakistan, Armenia e Kirghizistan.
| Paese membro | Data della firma per l'adesione | Data dell'entrata effettiva nell'Unione |
| ------------ | ------------------------------- | --------------------------------------- |
| Russia       | 29 maggio 2014                  | 1 gennaio 2015                          |
| Bielorussia  | 29 maggio 2014                  | 1 gennaio 2015                          |
| Kazakistan   | 29 maggio 2014                  | 1 gennaio 2015                          |
| Armenia      | 10 ottobre 2014                 | 2 gennaio 2015                          |
| Kirghizistan | 23 dicembre 2014                | 12 agosto 2015                          |

### Possibili adesioni future
Il 11 dicembre 2020, la Repubblica dell'Uzbekistan e la Repubblica di Cuba hanno ottenuto lo status di osservatori.
Nel 2011, il governo del Tagikistan aveva dichiarato che la possibilità di adesione era ancora in fase di valutazione. Dieci anni dopo, il paese ha continuato a manifestare un forte scetticismo ad un eventuale ingresso all'area economica.
Durante una tavola rotonda a Mosca organizzata dal partito Russia Unita, il politologo Dmitrij Orlov ha dichiarato che oltre a gli stati ex-sovietici l'Unione eurasiatica potrebbe estendersi anche ad altri paesi che sono stati storicamente o culturalmente legati alla Russia, come la Finlandia, l'Ungheria, la Repubblica Ceca, la Romania, i Paesi Baltici, la Slovacchia, la Polonia, la Bulgaria, i Paesi dell'ex Jugoslavia, la Cina e la Mongolia, che sarebbero uniti in un'unione federale dove il russo verrebbe usato come lingua di comunicazione e cooperazione economica.
L'Iran viene ammesso come osservatore dell'Unione Economica Eurasiatica nel 2025.

## Storia
La prima proposta pubblica è arrivata dal presidente kazako Nursultan Nazarbaev, che nel 1997 pubblicò un libro intitolato L'Unione Eurasiatica. Idee, pratica e prospettive (1994-1997). Già nel 1995 Bielorussia, Kazakistan e Russia avevano siglato due trattati sulle future formazioni dell'Unione doganale eurasiatica e dello Spazio economico eurasiatico.
Il 10 ottobre 2000 è stata istituita la Comunità economica eurasiatica (EurAsEC o EvrAzES), di cui fanno parte Bielorussia, Kazakistan, Kirghizistan, Russia e Tagikistan (dal 2006 al 2008 ne ha fatto parte anche l'Uzbekistan, mentre Armenia e Cuba hanno lo status di osservatori), finalizzata a promuovere l'integrazione economica dei Paesi membri con la nascita di un mercato comune come vettore di sviluppo nelle repubbliche ex-sovietiche. La Comunità economica eurasiatica è dotato d'una serie di organismi: il consiglio interstatale, il comitato per l'integrazione, il segretariato, l'assemblea interparlamentare, la Banca eurasiatica per lo sviluppo, il fondo Anti-Crisi, la corte comunitaria. Il consiglio interstatale è il supremo organismo della CCEA ed è composto dai capi di Stato e di governo dei paesi membri; esso adotta le delibere per consenso.
Il compito di armonizzare e integrare le delibere del Consiglio e di applicarle all'interno di ogni Stato è affidato al Comitato per l'integrazione. La composizione del Comitato e la ponderazione dei voti al suo interno chiarisce il ruolo della Federazione russa nella Comunità. L'organo delibera a maggioranza di due terzi, pertanto la distribuzione dei voti tra i diversi Paesi dimostra l'assoluta preponderanza politica del governo russo, che ottiene un potere di veto su ogni proposta.
L'Unione doganale eurasiatica, comprendente Russia, Bielorussia e Kazakistan, ha già portato a una parziale integrazione economica fra tre paesi, e l'Unione economica eurasiatica è considerata l'evoluzione di questa unione doganale. Altre organizzazioni regionali costituiscono la base per un'ulteriore integrazione: l'Unione Russia-Bielorussia, la Comunità economica eurasiatica, l'Organizzazione del trattato di sicurezza collettiva (che comprende Armenia, Bielorussia, Kazakistan, Kirghizistan, Russia e Tagikistan) e la Comunità degli Stati Indipendenti.
Dal 2009 la Comunità economica eurasiatica dispone di un fondo anti-crisi, creato da Armenia, Bielorussia, Kazakistan, Kirghizistan, Russia e Tagikistan. Nel gennaio 2012 ha preso vita la Corte comunitaria chiamata a risolvere le eventuali dispute di natura economica che dovessero sorgere nell'applicazione delle risoluzioni dell'Unione e dei trattati sottoscritti in tale ambito.
Questi organi permettono di rendere più concreto il tragitto verso l'unificazione economica che la Comunità assume come obiettivo primario della sua nascita.
Questo tragitto porterà, con gli accordi di Dušanbe del 6 ottobre 2007, alla nascita dell'Unione doganale eurasiatica, la cui entrata in vigore viene calendarizzata per il gennaio 2010. L'incontro sancisce che l'Unione coinvolgerà soltanto Bielorussia, Kazakistan e Russia, mentre i rimanenti membri della Comunità economica eurasiatica potranno aderire dopo una riforma dei loro rispettivi sistemi economici e giuridici.
Per rendere operativa quest'unione è stata istituita nel 2011 una Commissione doganale, poi ribattezzata Commissione economica eurasiatica. Quest'organo è esplicitamente ispirato alla Commissione europea.
Il 9 dicembre 2010 i rappresentanti di Russia, Bielorussia e Kazakistan hanno siglato i documenti relativi all'implementazione dello Spazio economico eurasiatico, cominciata a partire dal 1º gennaio 2012. La Banca di Sviluppo Eurasiatica prevede che questi accordi porteranno entro il 2030 ad una crescita supplementare complessiva per i tre paesi pari 909 miliardi di dollari.
Il raggiungimento di una vera e propria unità politica, ossia la nascita dell'Unione economica euroasiatica, è prevista per il 2015.
L'Unione doganale euroasiatica non si esaurisce in una riduzione o abolizione delle tariffe protezioniste tra i tre Paesi, ma prevede un sistema di convergenza di differenti pratiche burocratiche in vista di una loro semplificazione che incentivi lo scambio di materie prime, beni industriali e investimenti nei paesi membri.

## Rapporti internazionali
La stessa definizione di Unione economica eurasiatica presenta la necessità di allargare lo Spazio economico eurasiatico non solo a tutti i Paesi della Comunità degli Stati Indipendenti, ma anche a tutti i Paesi europei sotto la bandiera di una "comunità armoniosa di economie da Lisbona a Vladivostok" come dichiarato da Vladimir Putin. 
Il punto cruciale dell'unione tra le due regioni economiche rimane l'Ucraina, un Paese diviso tra i sostenitori di una politica filo-russa e coloro che sostengono una politica filo-occidentale, le tensioni tra i due gruppi sono apparse in tutta la loro gravità in seguito all'annessione russa del territorio della Crimea. L'Ucraina apparirebbe pertanto, come motivo di conflitto per l'unità eurasiatica, da una parte si è dimostrata, in passato, aperta all'ipotesi di negoziato per aprirsi verso l'Unione doganale, dall'altra nella primavera 2012 ha preso le distanze dall'idea eurasiatica firmando un accordo di associazione con l'Unione europea (a cui la Russia ha reagito con il sostegno alla secessione della Crimea) per la creazione di una zona di libero scambio.